# دوري الدرجة الممتازة الأيرلندي
دوري الدرجة الممتازة الأيرلندي (بالأيرلندية: Príomhroinn Sraith na hÉireann) هي الدرجة الممتازة لكرة القدم في جمهورية أيرلندا، ويشارك في الدوري الممتاز 12 أندية. وتم تأسيسه في عام 1985.